# Stanley, Dakota de Nord
Stanley este sediul comitatului Mountrail (conform originalului din engleză, Mountrail), unul din cele 53 de comitate ale statului american Dakota de Nord. Populație: 1.458 (2010). Stanley a fost fondat în 1902.
1. ↑  2010 U.S. Gazetteer Files, accesat în 9 iulie 2020